# Javaria samuelsii
Javaria samuelsii är en svampart som beskrevs av Boise 1986. Javaria samuelsii ingår i släktet Javaria och familjen Melanommataceae.   Inga underarter finns listade i Catalogue of Life.